# Selwerderdiepje
Het Selwerderdiepje is het deel van de (voormalige) loop van de rivier de Hunze tussen de stad Groningen en Wierumerschouw.

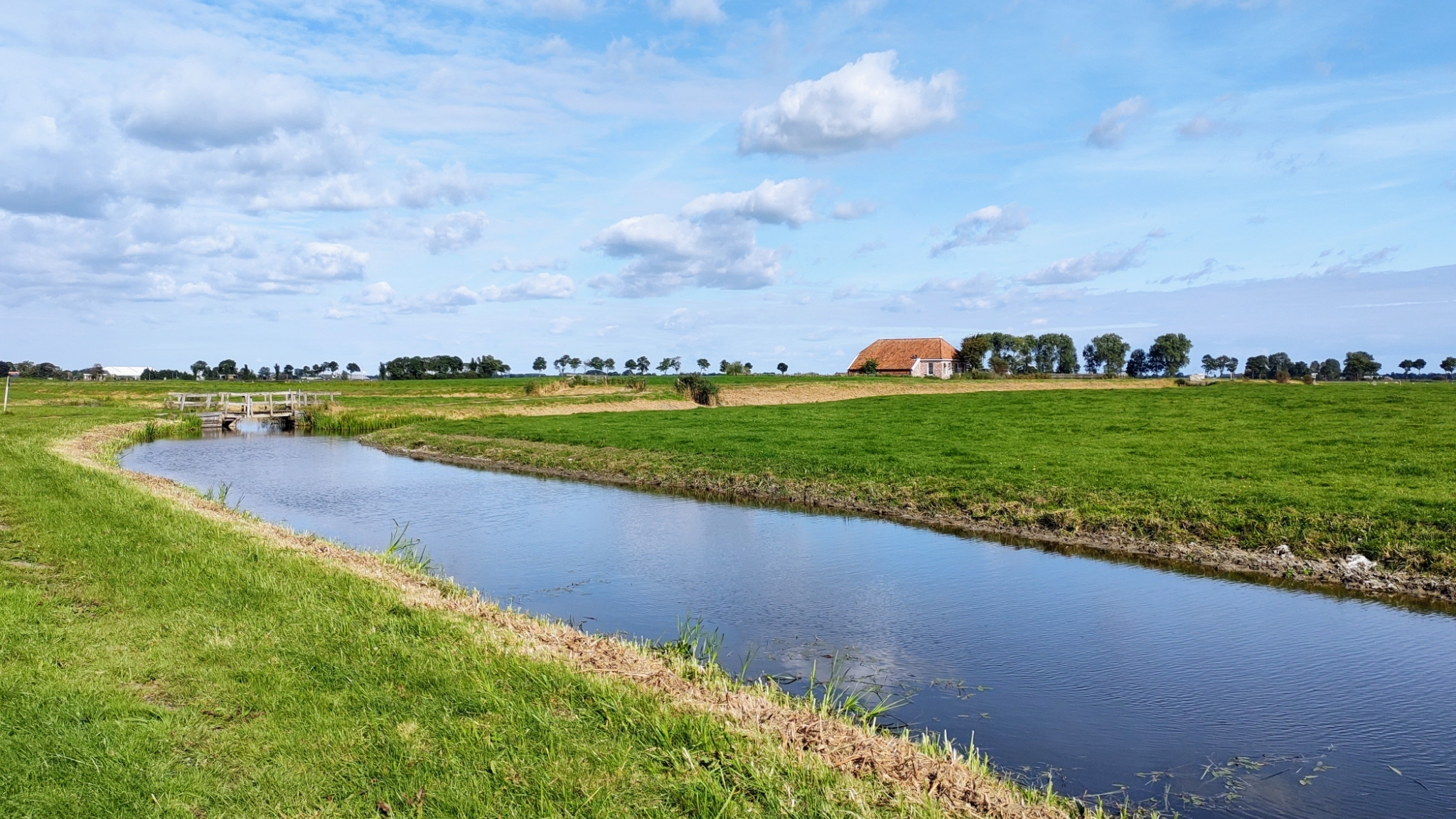
Selwerderdiepje bij Harssensbosch

Tevens, of mogelijk oorspronkelijk, was het de naam van een rond 1400 gegraven watergang die het Schuitendiep verbond met de Borgham, een meander van de Hunze waar zich nu de wijk De Hoogte bevindt.
Deze watergang liep parallel aan het Boterdiep en zorgde ervoor dat de naar de stad afgeleide Hunze ten noorden van de stad doorstroomde in de oorspronkelijke loop van de rivier. 
Het water is genoemd naar het klooster Selwerd dat ooit stond in de buurt van de uitmonding van de Drentsche Aa in de Hunze.
Wat in de stad Groningen rest van het diepje is de huidige watergang tussen de wijken De Hunze en Van Starkenborgh. Ook de 'sloot' langs de oostzijde van de Iepenlaan bij de begraafplaats Selwerderhof is een restant van het diepje.

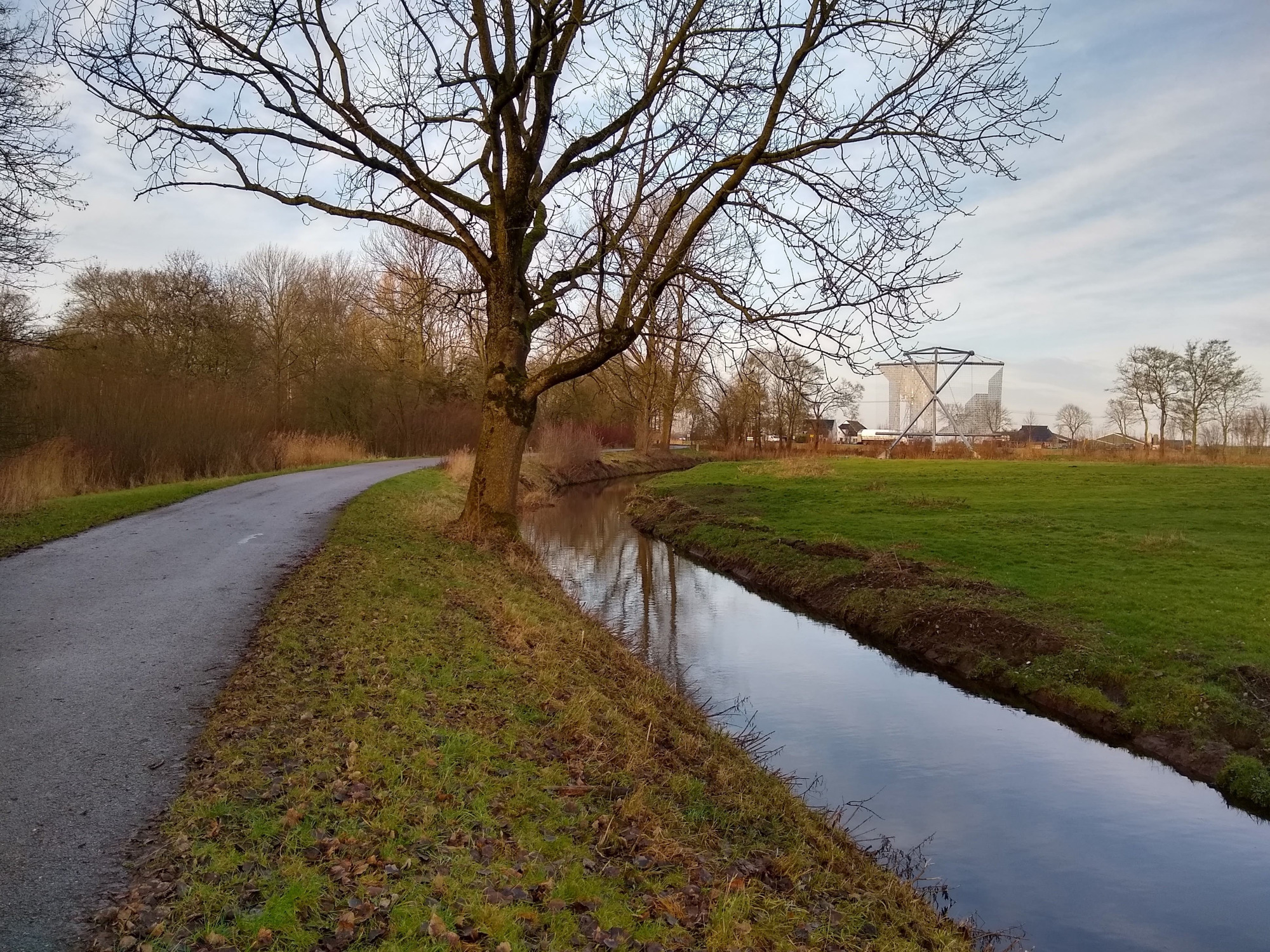
Selwerderdiepje langs de Iepenlaan in de stad Groningen ter hoogte van begraafplaats Selwerderhof

Het meest complete deel is dat ten zuiden van Adorp, waar het zich vanaf de Winsumerweg door het Reitdiepgebied slingert, tot aan Wierumerschouw. De meander ten zuiden van Adorp is in 1364 afgesneden bij Harssensbosch.
Het Selwerderdiepje verloor zijn betekenis voor de scheepvaart nadat in de 14e eeuw de Drentsche A was verlegd tot de Hunze bij Wierumerschouw in de vorm van het Reitdiep.